# Cyrille Cahen
 (juin 2016).
Pour les articles homonymes, voir Cahen.
Cyrille Cahen, né le 20 janvier 1932 dans le 16e arrondissement de Paris et mort le 6 novembre 2021 à Boulogne-Billancourt, est un psychiatre, psychothérapeute et écrivain français.

## Biographie
Il fait des études de médecine (1968) puis de psychiatrie et devient psychothérapeute d’adolescents et d’enfants dans l'école de la Psychologie de la Motivation fondée par Paul Diel. Son expérience le pousse à écrire deux ouvrages, La Tête ailleurs : comprendre et maîtriser l’échec scolaire (1987), et Thérapie de l’échec scolaire (1996). Il publie également une vingtaine d'articles dans la Revue de la psychologie de la motivation fondée par Armen Tarpinian et participe à des émissions de radio.
Il écrit également des saynètes et des petits textes humoristiques. En 1992, il publie son premier roman Le Libraire et son Pygmée ,,,, qui est nommé pour le Prix Goncourt du Premier Roman.  Suivront en 1993 La Serveuse et en 1995, un recueil de nouvelles : Le Frôleur,,,,,,,, qui reçoit le prix Goncourt de la nouvelle. François Nourissier dit à son sujet « ... cet écrivain intelligent, érudit, à l'humour savoureux, armé d'une langue sûre et sereine qu'agrémentent de soudaines familiarités. ». Dominique Tirone-Fernandez, du Théâtre de l'Equinoxe, a réalisé à partir de ce recueil un spectacle musical intitulé Yorick ou les enfances d'Hamlet présenté le 20 novembre 1995 à l'Espace Icare d'Issy-les-Moulineaux.
Admirateur passionné de la poétesse Emily Dickinson, il a participé à une émission de France-Culture à son sujet.
En 2011, il publie un essai philosophique intitulé Appartenance et Liberté où il s'emploie à éclairer sa présence au monde.
Il meurt le 6 novembre 2021 à Boulogne-Billancourt à l'âge de 89 ans. Il est inhumé à l'ancien cimetière de l'Ouest dans la même ville (division 8).

## Publications
- Fables et Fabulettes, Librairies Atlantiques, 1995 (hors commerce)
- La Tête ailleurs : comprendre et maîtriser l'échec scolaire, Nathan, 1988
- Thérapie de l'échec scolaire, Nathan, 1996
- Le Libraire et son pygmée, Le Castor astral, 1992
- La Serveuse, Le Castor astral, 1993
- Le Frôleur, Le Castor astral, 1995 (Prix Goncourt de la nouvelle)
- Deux articles [20],[21]dans Idées-Forces pour le XXIe siècle, sous la direction d'Armen Tarpinian, Chronique sociale 2009
- Appartenance et Liberté, L'Harmattan, 2011

## Articles
- L'apport de Paul Diel, Revue de Psychologie de la Motivation n°1, janvier 1986
- L'estime, Revue de Psychologie de la Motivation n°3, janvier 1987
- Questions de pédagogie, Revue de Psychologie de la Motivation n°4, juin 1987
- Idées-forces de la psychologie diélienne, Revue de Psychologie de la Motivation n°13, 1992
- Éducation et vocation, Revue de Psychologie de la Motivation n°13, 1992
- École, jeunesse et ennui, Revue de Psychologie de la Motivation n°16, 1993
- Parents et enseignants, Revue de Psychologie de la Motivation n°18, 1994
- Liberté et contrainte dans la vie du couple, Revue de Psychologie de la Motivation n°19, 1995
- Dialogue de sourds , Revue de Psychologie de la Motivation n°21, 1996
- La vie devant soi, Revue de Psychologie de la Motivation n°22, 1996
- Évoluer à l'école : l'éducation et la personne, Revue de Psychologie de la Motivation n°23, 1997
- Repenser le religieux ? Spinoza et Diel, Revue de Psychologie de la Motivation n°32, décembre 2001
- Dévoiement du sacré, Revue de Psychologie de la Motivation n°33, juin 2002
- Aphorismes, Revue de Psychologie de la Motivation n°35, juin 2003
- La philosophie : une réussite de l'esprit humain ?, Revue de Psychologie de la Motivation n°37, juin 2004
- Malvoyance. Réflexion sur le handicap, Revue de Psychologie de la Motivation n°39, juillet 2005
- Vivre en couple, Revue de Psychologie de la Motivation n°40, 2006
- L'homme a-t-il pris la place de Dieu ?, Revue de Psychologie de la Motivation n°40, 2006